# Тыщенко, Виктор Петрович
Ви́ктор Петро́вич Тыщенко (15 января 1937, Улан-Удэ — 24 мая 1986) — советский энтомолог, физиолог, эколог и систематик, ученик А. С. Данилевского. Профессор ЛГУ.

## Биография
В. П. Тыщенко разрабатывал теорию физиологических механизмов фотопериодических реакций, внес большой вклад в отечественную арахнологию. Автор учебного пособия и учебника для университетов по физиологии насекомых, автор учебника «Введение в теорию эволюции». Заведовал кафедрой энтомологии Биолого-почвенного факультета ЛГУ с 1969 по 1986 год. Первый председатель секции арахнологии Всесоюзного энтомологического общества, доктор биологических наук.

## Основные труды
- Тыщенко В.П. Основы физиологии насекомых. Том  1. — Л., 1976. — 363 с.
- Тыщенко В.П. Основы физиологии насекомых. Том  2. — Л., 1977. — 302 с.
- Тыщенко В. П. Физиология фотопериодизма насекомых // Тр. ВЭО, 1977. — Т.59 — 152 с.
- Тыщенко В.П. Физиология насекомых. — М.: Высшая школа, 1986.
- Тыщенко В.П. Введение в теорию эволюции: Курс лекций. — СПб.: Изд-во С.-Петербургского ун-та, 1992.